# باكوبا منيرة
باكوبا منيرة أو باكوبا مونيرية (الاسم العلمي: Bacopa monnieri) (بالإنجليزية: Monnier Waterhyssop)‏ هي نوع من النباتات يتبع جنس الباكوبا من الفصيلة الحملية. نبات مائي ينمو ببطء ويمكن تكاثره بتجزئته وزرعه، وله أوراق دائرية زوجية على الساق.